# Su última aventura
Su última aventura és una pel·lícula còmica de 1946 dirigida per Gilberto Martínez Solares i protagonitzada per Arturo de Córdova i Esther Fernández. Va ser filmada a partir de 1946 a Estudios Churubusco, i estrenada el 17 d'octubre al Cinema Olímpia, on va ser exhibida durant tres setmanes.

## Argument
Tot Mèxic es fa la mateixa pregunta, qui s'ha guanyat el premi major de la loteria de cinc milions de pesos? Si la persona afortunada que els va guanyar no es presenta aviat a cobrar el premi aquest s'haurà de tornar a rifar. Aviat descobrim que el premi se l'ha emportat un famós i buscat delinqüent, Raúl, qui, interpretat per Arturo de Córdova, al costat dels seus còmplices Sebastián, Clara, Adolfo, <<Chichilo>> i <<El nené>>, no pot abandonar la gran mansió on s'oculten perquè la policia els busca per tota la ciutat. Així doncs es veuen en el problema de no poder reclamar els diners que els permetria fugir de Mèxic.
Al mateix temps, el no confiar en cap dels seus socis ho porten a sol·licitar per mitjà d'un anunci a una "persona decent"; no obstant això, a l'anunci respon una multitud gritona i peleonera. Davant aquesta situació, decideix usar una tècnica inspirada en una pel·lícula que ha vist: amb ajuda de <<Chichilo>>, llançar carteres amb 500 pesos cadascuna al carrer i la seva adreça. La gent es baralla per les carteres i només la jove Graciela la retorna, davant ella, els delinqüents fingeixen ser una família decent i de molts diners i la contracten com a mecanògrafa. Amb el conte d'una pretesa fallida del seu pare el «coronel», Raúl aconsegueix que ella cobri el bitllet i torni amb els diners escortada per la policia.
Al llarg d'aquest període veiem com Raúl i Graciela s'enamoren. No obstant això, aviat es descobreix la veritable identitat dels habitants de la casa.
Els delinqüents fugen a l'Havana i sent aquí Raúl s'assabenta que un dels seus, «El nen», els ha delatat i la policia ha detingut a Graciela qui, en haver estat la que va cobrar el bitllet de la loteria la considera com a part de la banda. Raúl torna a Mèxic i es lliura a la policia, retornant tots els diners robats. Després de complir una curta condemna, Raúl es reuneix amb Graciela. La pel·lícula conclou amb tots dos entrant a un cinema on la marquesina anuncia la pel·lícula "La seva última aventura".

## Producció
Aquesta pel·lícula va ser filmada a Estudios Churubusco, l'escenografia va ser feta per l'artista mexicà Gunther Gerzo i la fotografia per Gabriel Figueroa.

## Temes
Su última aventura és una pel·lícula de comèdia, romanç i gàngsters.

## Recepció
El crític de cinema Emilio García Riera, assenyala que «va resultar aquesta no sols la millor comèdia de l'any […] sinó una de les poques d'ambient que no li van sortir afligints al cinema del país»».